# The 1st International Chopin Competition on Period Instruments
I International Chopin Competition on Period Instruments - Cuộc thi Chopin quốc tế lần thứ nhất trên những nhạc cụ thời xưa do Viện Fryderyk Chopin tổ chức  từ ngày 2 đến 14 tháng 9 năm 2018 tại Warsaw. 30 nghệ sĩ piano từ 9 quốc gia đã được mời tham gia cuộc thi. Tomasz Ritter đến từ Ba Lan đã giành chiến thắng.

## Nhạc cụ
Ý tưởng của cuộc thi là biểu diễn các tác phẩm của Chopin trên các nhạc cụ mà chúng đã được sáng tác. Các nghệ sĩ piano có thể chọn cây đàn piano mà họ sẽ chơi trong cuộc thi từ ba cây đàn đã được phục dựng – cây Érard phiên bản năm 1837, Pleyel năm 1842, Broadwood năm 1847-1848 và 2 cây đàn phiên bản hiện đại - bản sao cây đàn Buchholtz năm 1826 của Paul McNulty và bản sao cây đàn Graf năm 1819 của McNulty. Không giống như Cuộc thi Piano Chopin Quốc tế trên các nhạc cụ đương đại, các nghệ sĩ piano biểu diễn các tác phẩm riêng lẻ trên nhiều nhạc cụ khác nhau.

## Liên kết bên ngoài
- http://iccpi.eu/en/competition/about/79
- https://www.rhinegold.co.uk/international_piano/nifc/
- Period Pianos - The Fryderyk Chopin Institute Collection
- Videos of performances of participants of the contest